# إدوين جيمس
إدوين جيمس (بالإنجليزية: Edwin James)‏ هو كاتب غير روائي وعالم نبات وجيولوجي وجراح ومترجم أمريكي، ولد في 27 أغسطس 1797 في ويبريدج في الولايات المتحدة، وتوفي في 28 أكتوبر 1861 في برلنغتون في الولايات المتحدة.